# De familie Kleester
De familie Kleester is een stripreeks die begonnen is in 1966 met Yves Duval als schrijver en Edouard Aidans als tekenaar over een familie globetrotters / cineasten.

## Albums
Alle albums zijn getekend door Edouard Aidans.
| Nummer | Titel                               | Uitgever(s)                    | Schrijver    |
| ------ | ----------------------------------- | ------------------------------ | ------------ |
| 1      | Visa voor 3 continenten             | Le Lombard                     | Yves Duval   |
| 2      | Bloedsporen op ivoor                | Le Lombard, Van der Hout & Co. | Yves Duval   |
| 3      | Gevaar dreigt in de Kasba           | Le Lombard, Van der Hout & Co. | Yves Duval   |
| 4      | Bestemming Desertas                 | Le Lombard, Van der Hout & Co. | Yves Duval   |
| 5      | Jungle piraten                      | Le Lombard, Uitgeverij Helmond | Yves Duval   |
| 6      | Alarm op Borneo                     | Le Lombard, Uitgeverij Helmond | Yves Duval   |
| 7      | Ontvoering in Tokio                 | Le Lombard, Uitgeverij Helmond | Yves Duval   |
| 8      | Kleester op het spoor van de Condor | Le Lombard, Uitgeverij Helmond | Jacques Acar |